# Svartsjön (Ockelbo socken, Gästrikland)
Svartsjön är en sjö i Ockelbo kommun i Gästrikland och ingår i Testeboåns huvudavrinningsområde.